# アクセルスペース

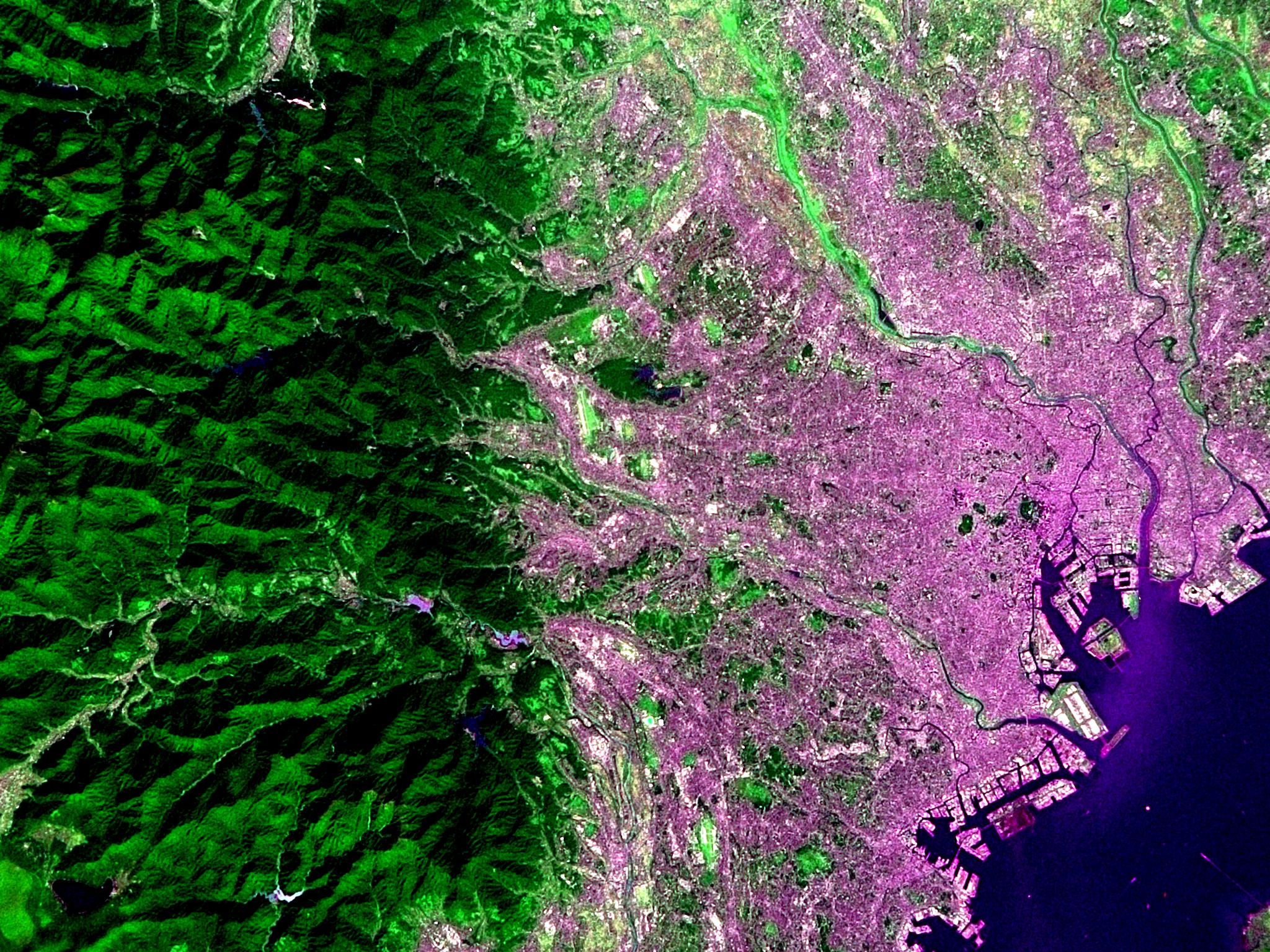
ほどよし3号で撮影した東京

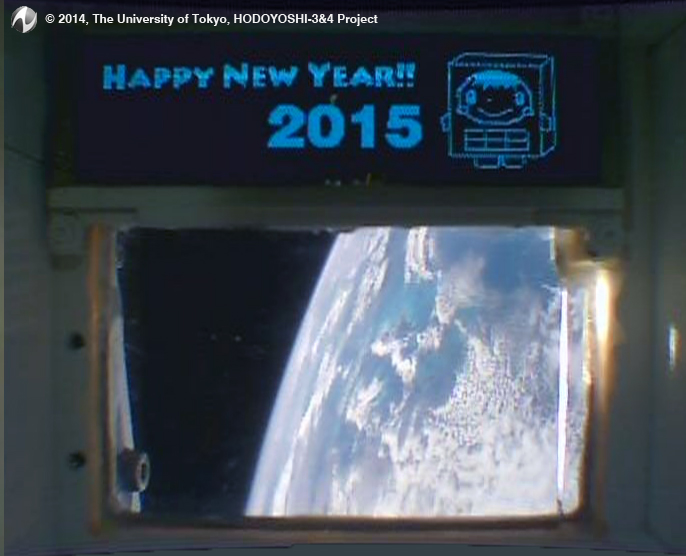
ほどよし4号の内部から撮影した地球とメッセージ

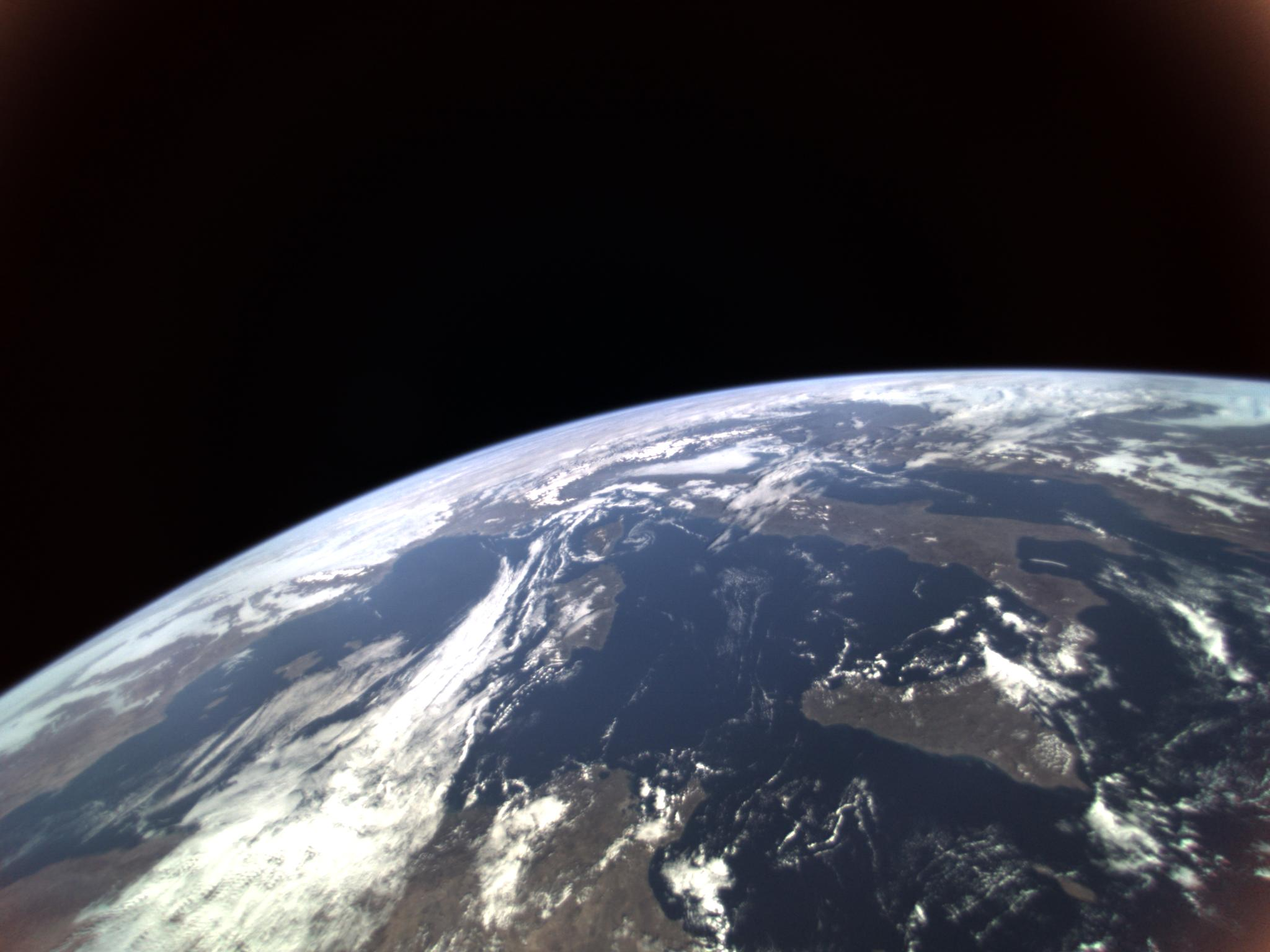
ほどよし3号で撮影した地球

アクセルスペースは超小型人工衛星の開発製造及び超小型衛星を利用したソリューションの提案を手がける東京都中央区の企業である。

## 概要
2008年に衛星設計コンテストでの上位入賞経験者を含む創業者達によって設立された。超小型の人工衛星によって従来の大型で高価な衛星を代替する衛星を開発する。2013年に最初の衛星WNISAT-1を軌道に投入した。
2015年9月に18億円の資金を調達した。

## 沿革
- 2008年8月 - 設立[6]。
- 2013年11月 - 世界初の民間商用超小型衛星「WNISAT-1」を打上げ[7]。
- 2020年3月 - 純粋持株会社のアクセルスペースホールディングスを設立[8]。
- 2025年8月13日 - アクセルスペースホールディングスが東京証券取引所グロース市場に上場[8]。

## ギャラリー

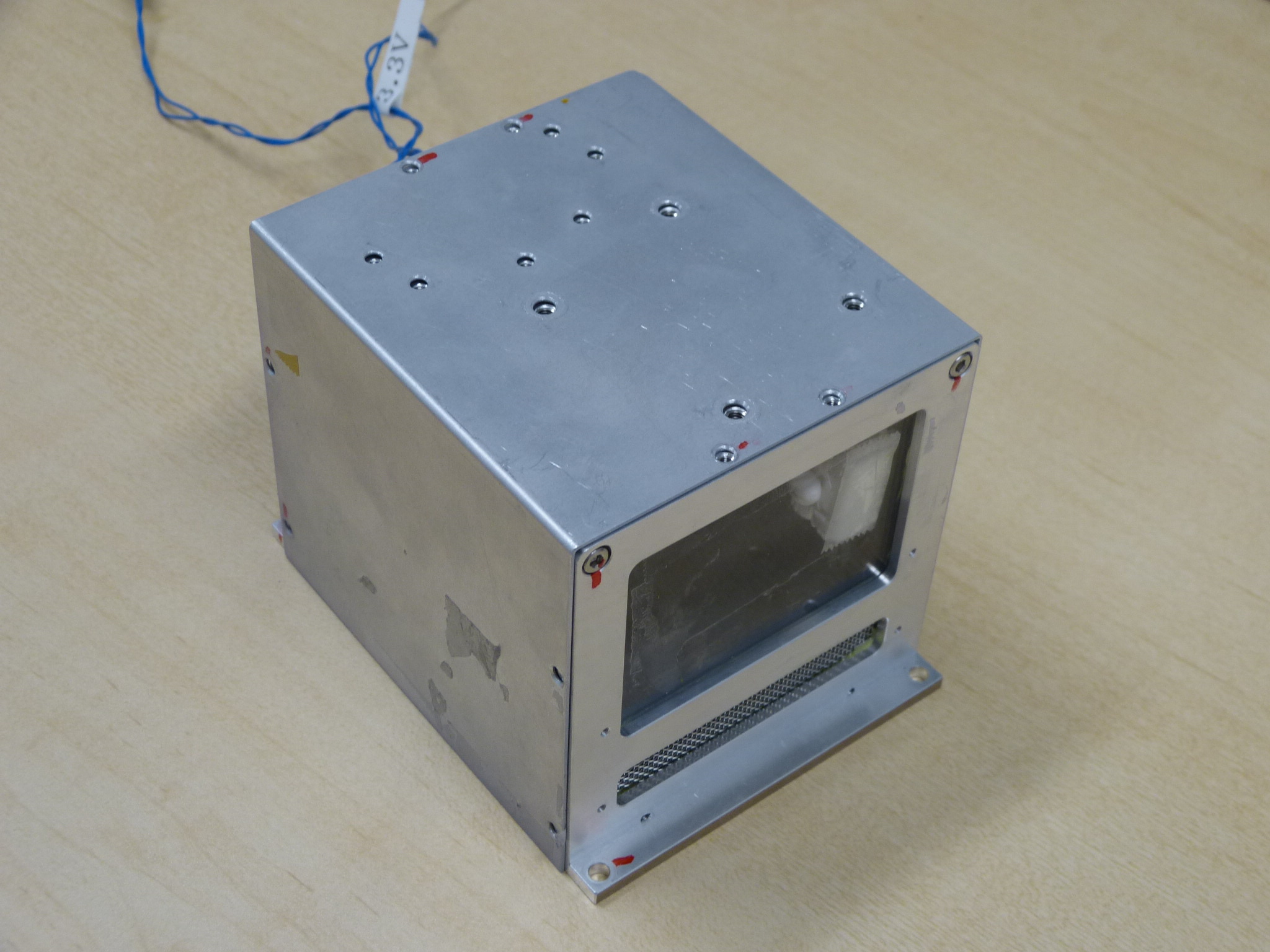
ほどよし3号と4号の構造体
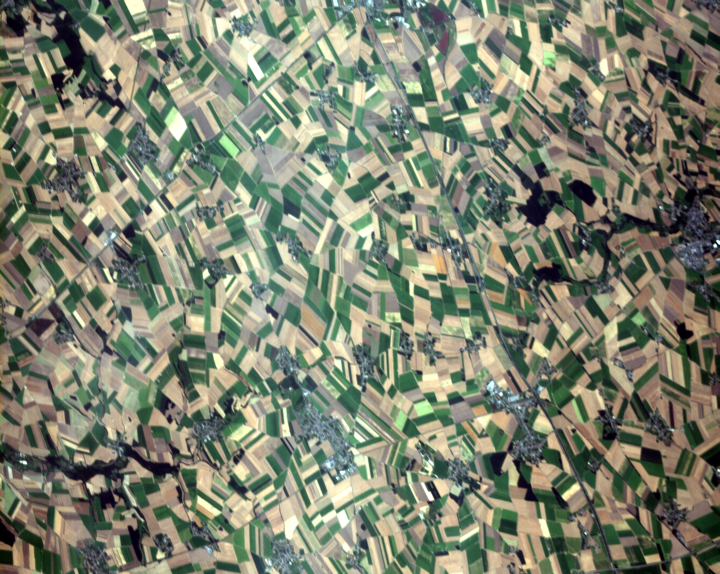
ほどよし4号で撮影したフランスのアルバート
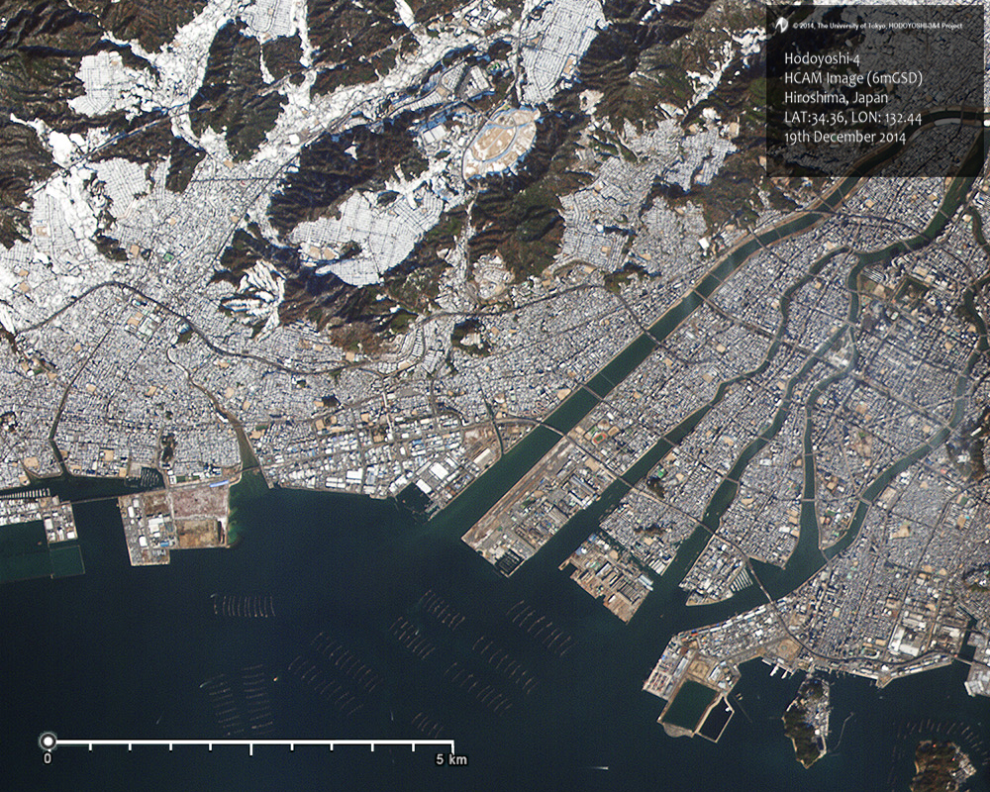
ほどよし4号で撮影した広島
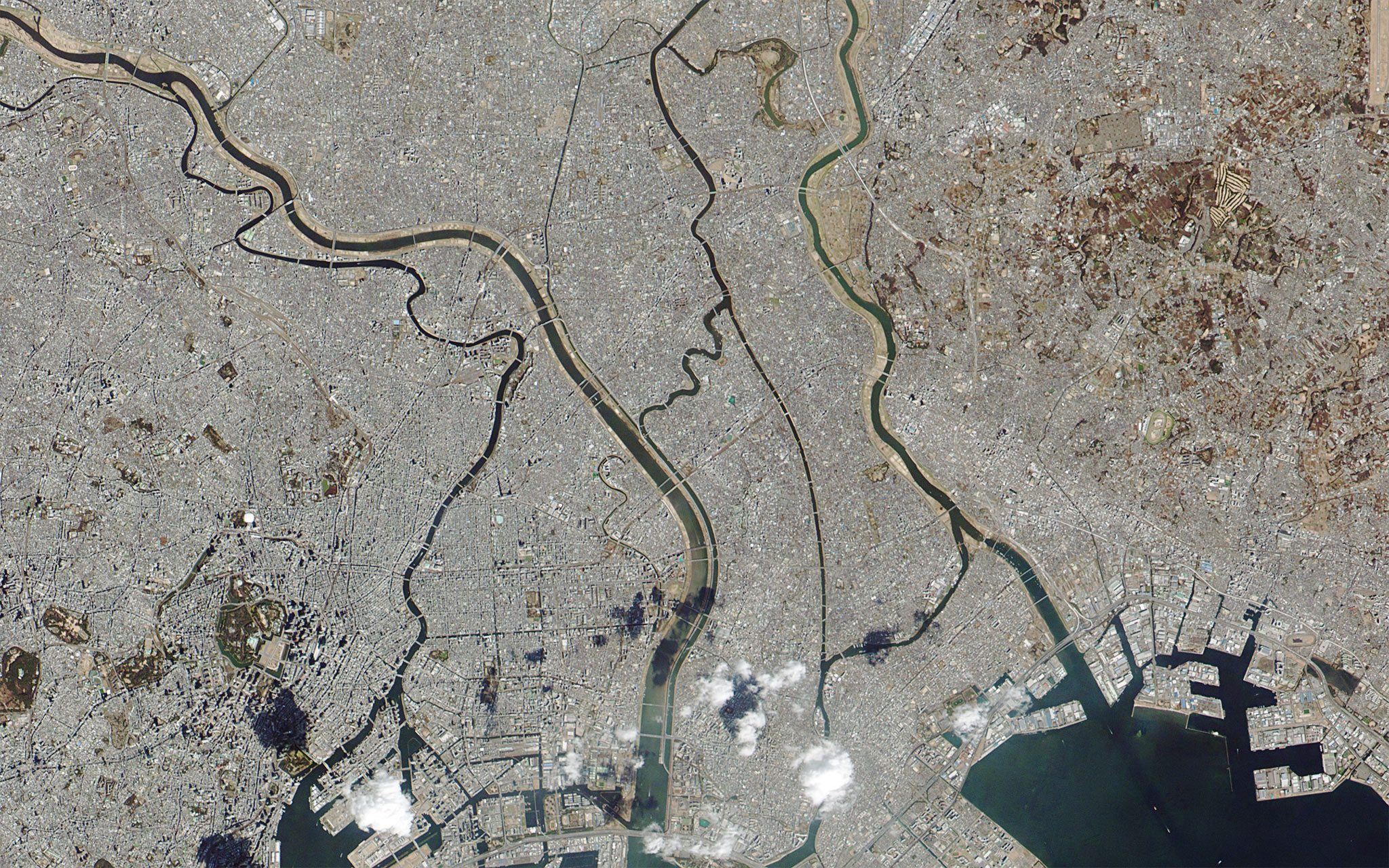
Tokyo
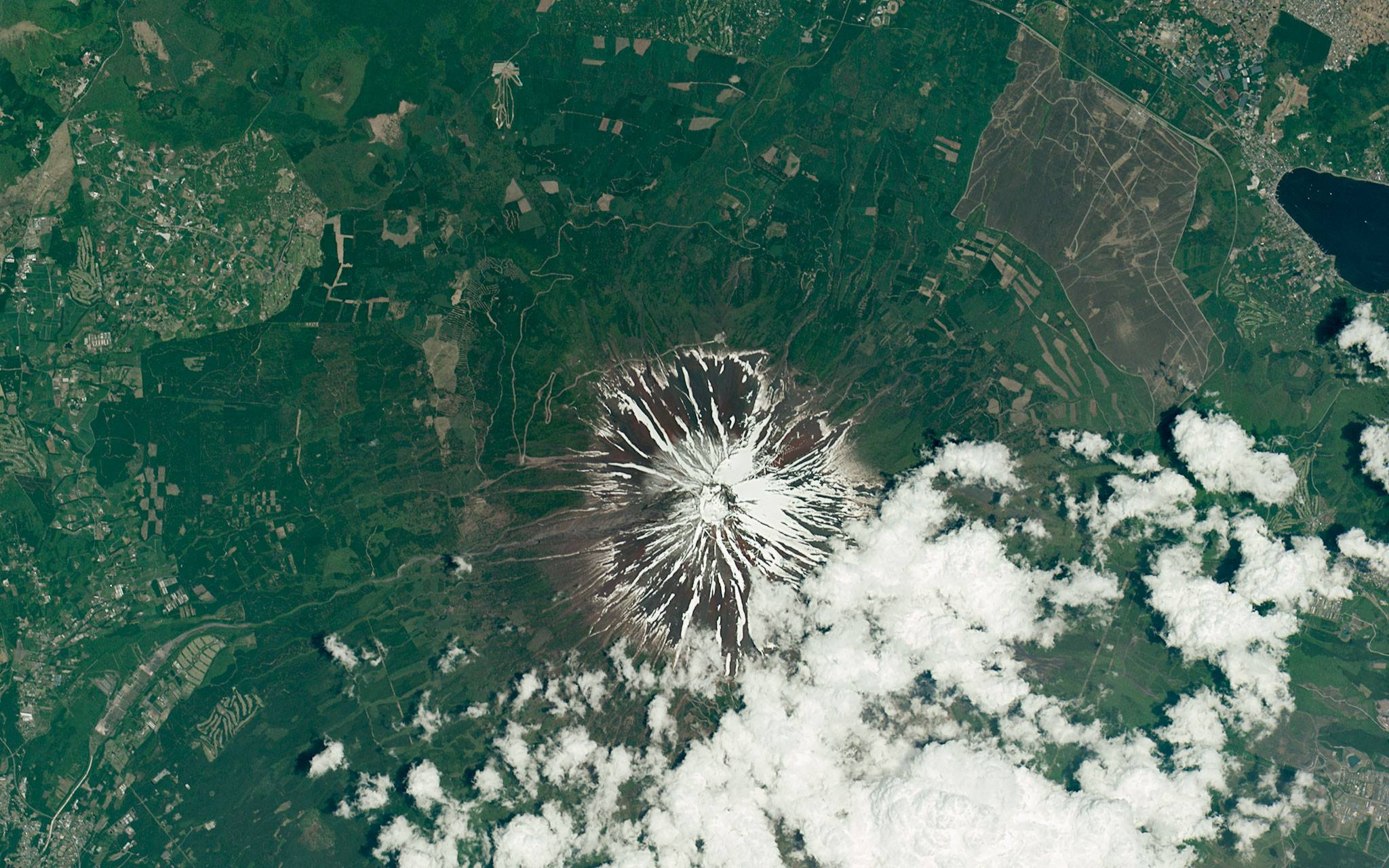
Mt. Fuji, Japan
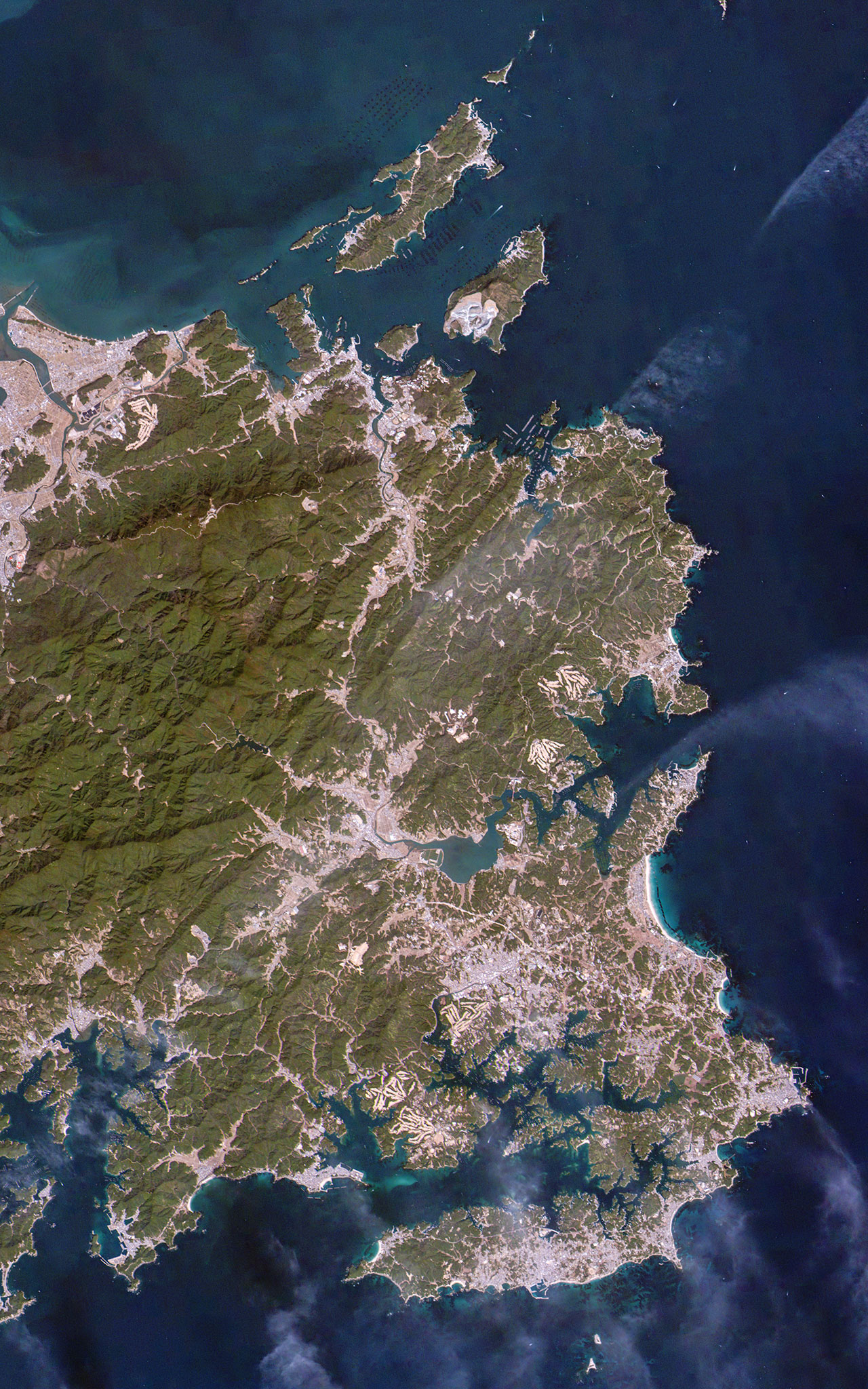
Ise-Shima , Japan
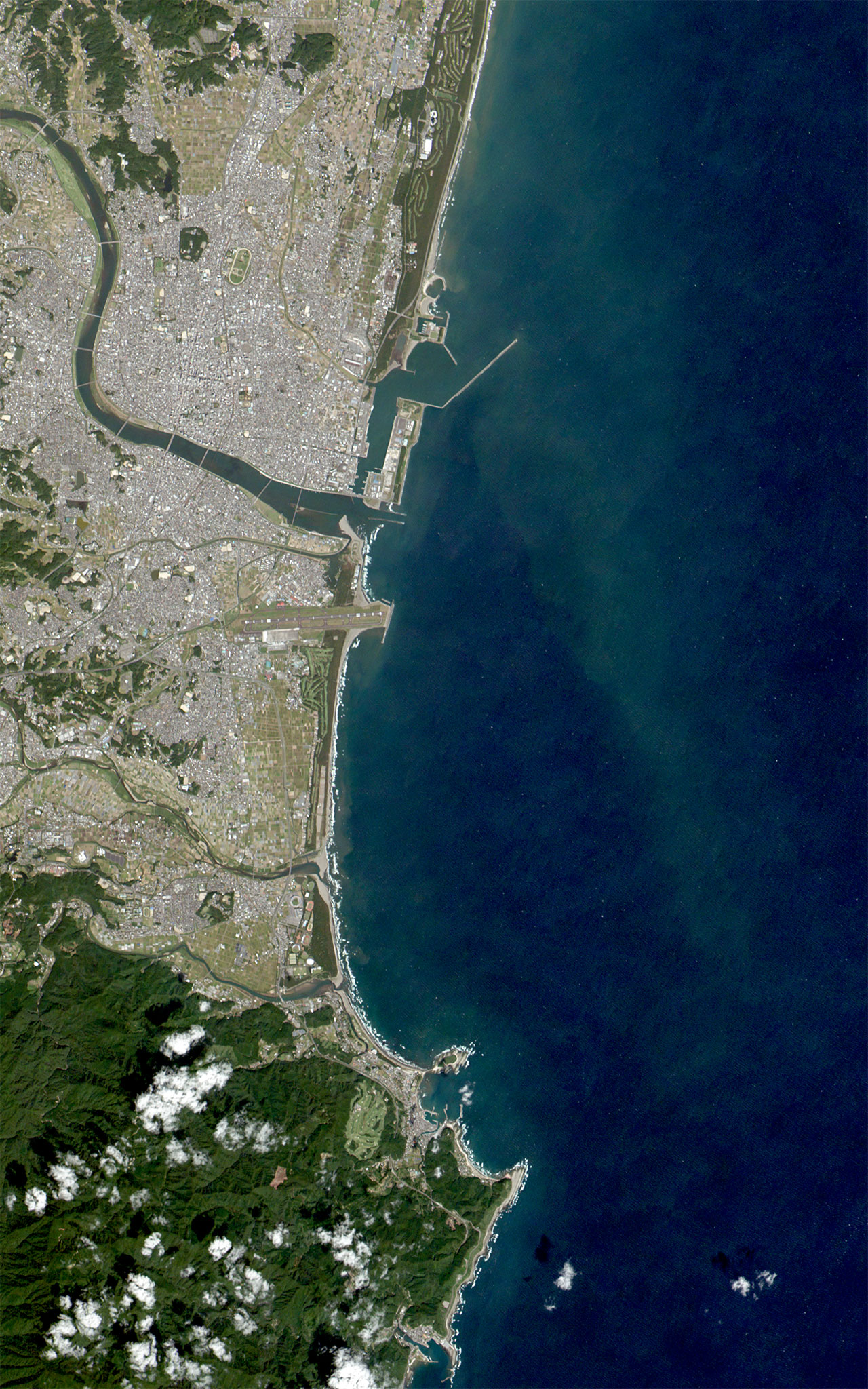
Miyazaki, Japan
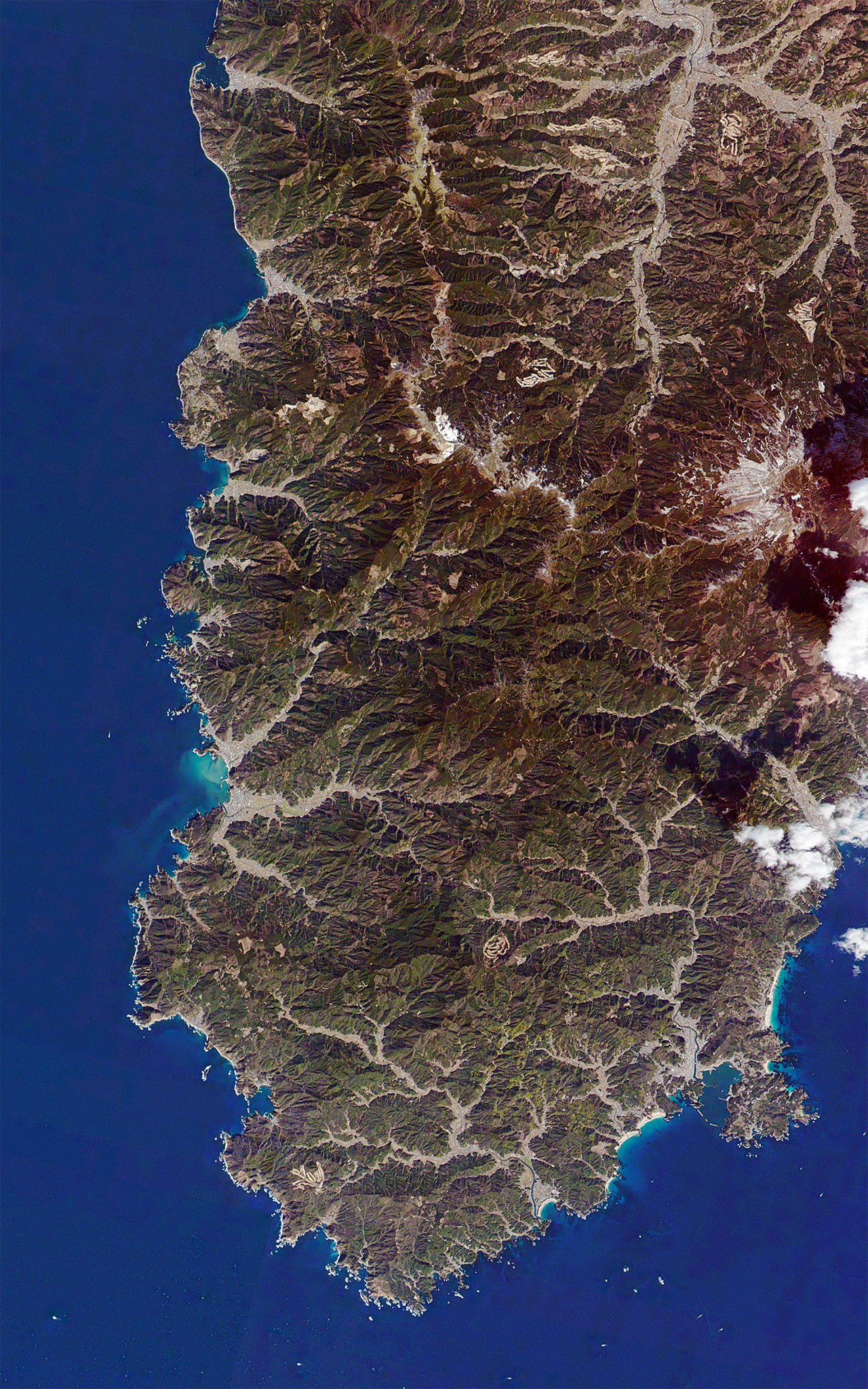
Izu, Shizuoka
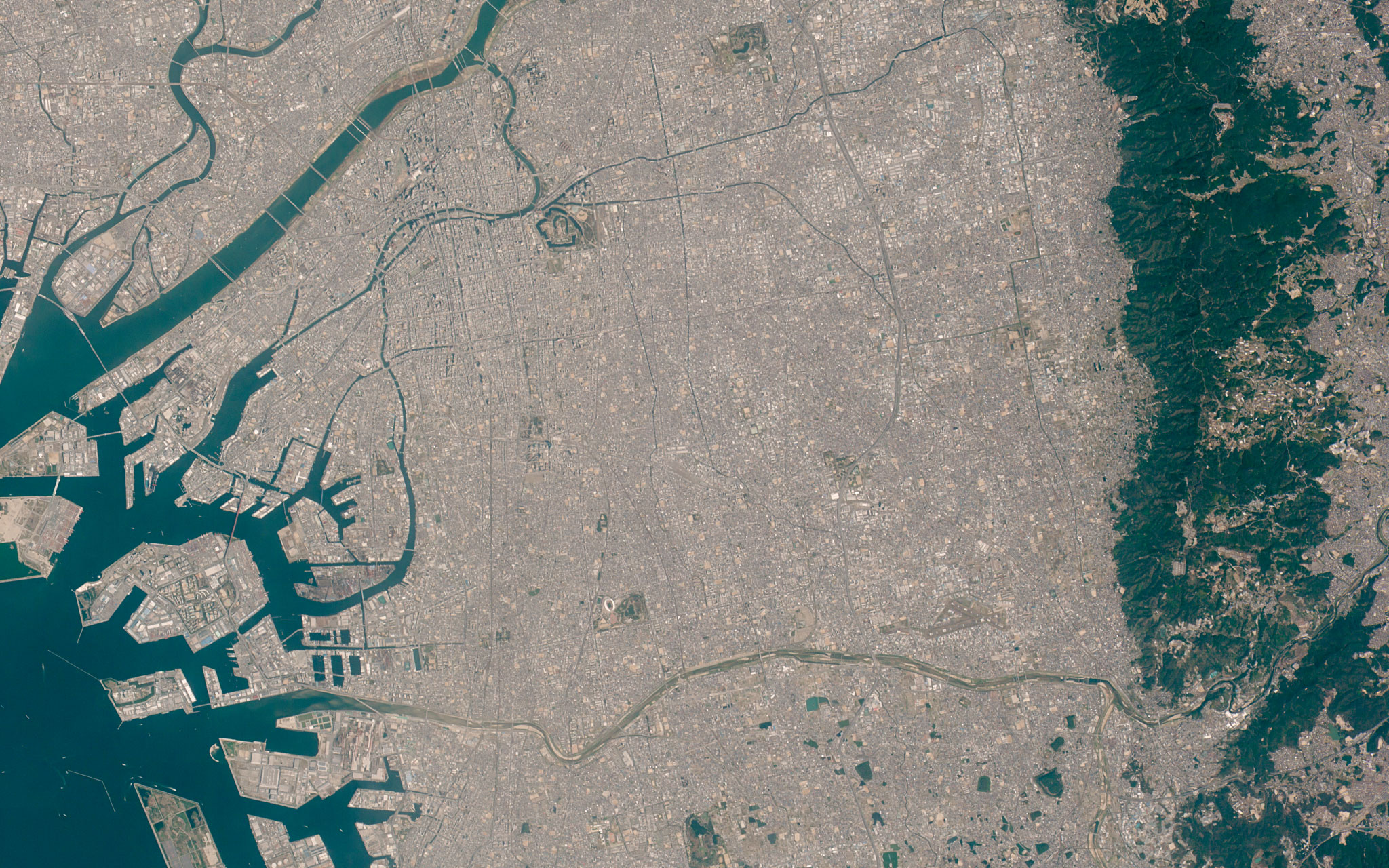
Osaka, Japan
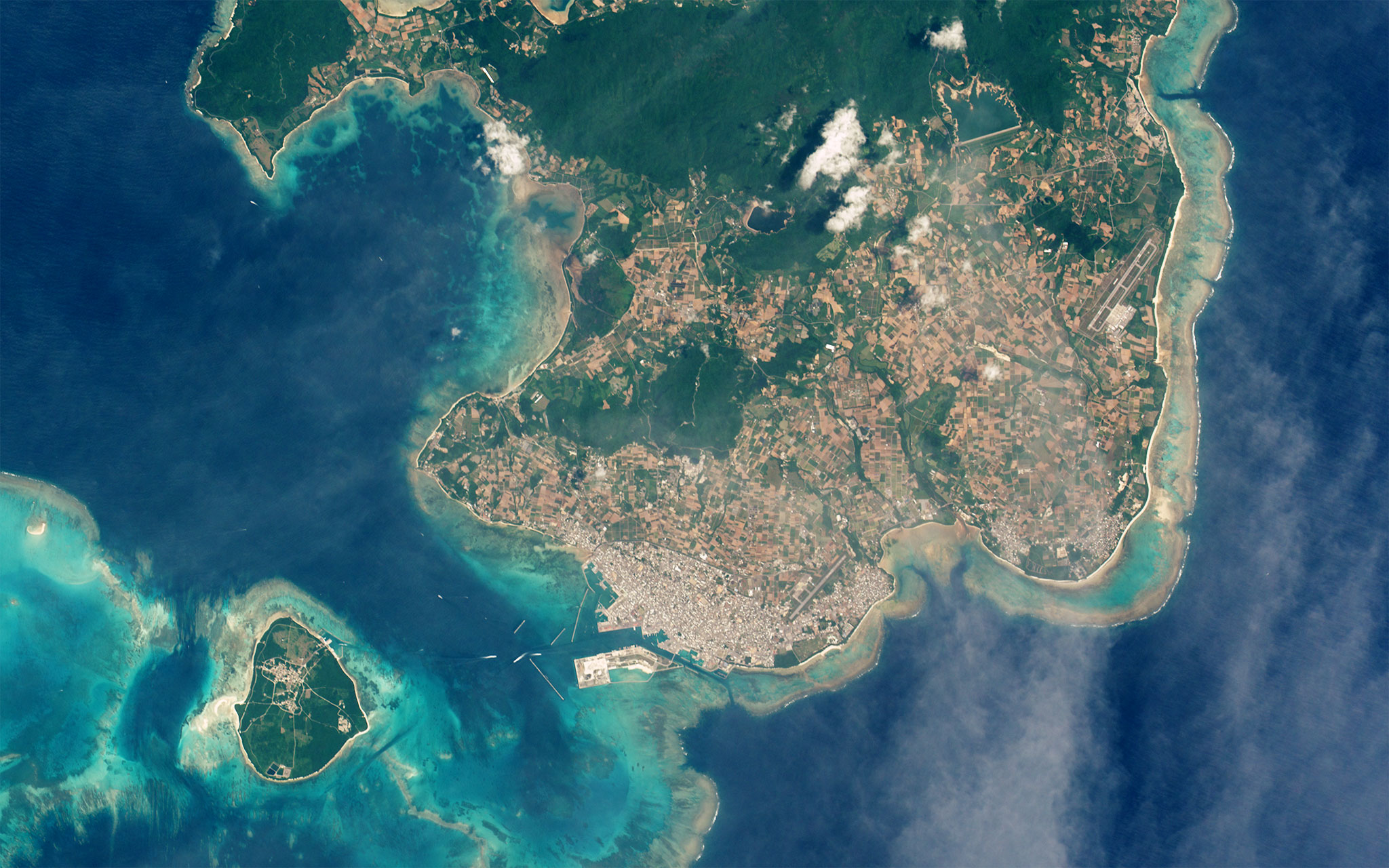
Ishigaki, Japan
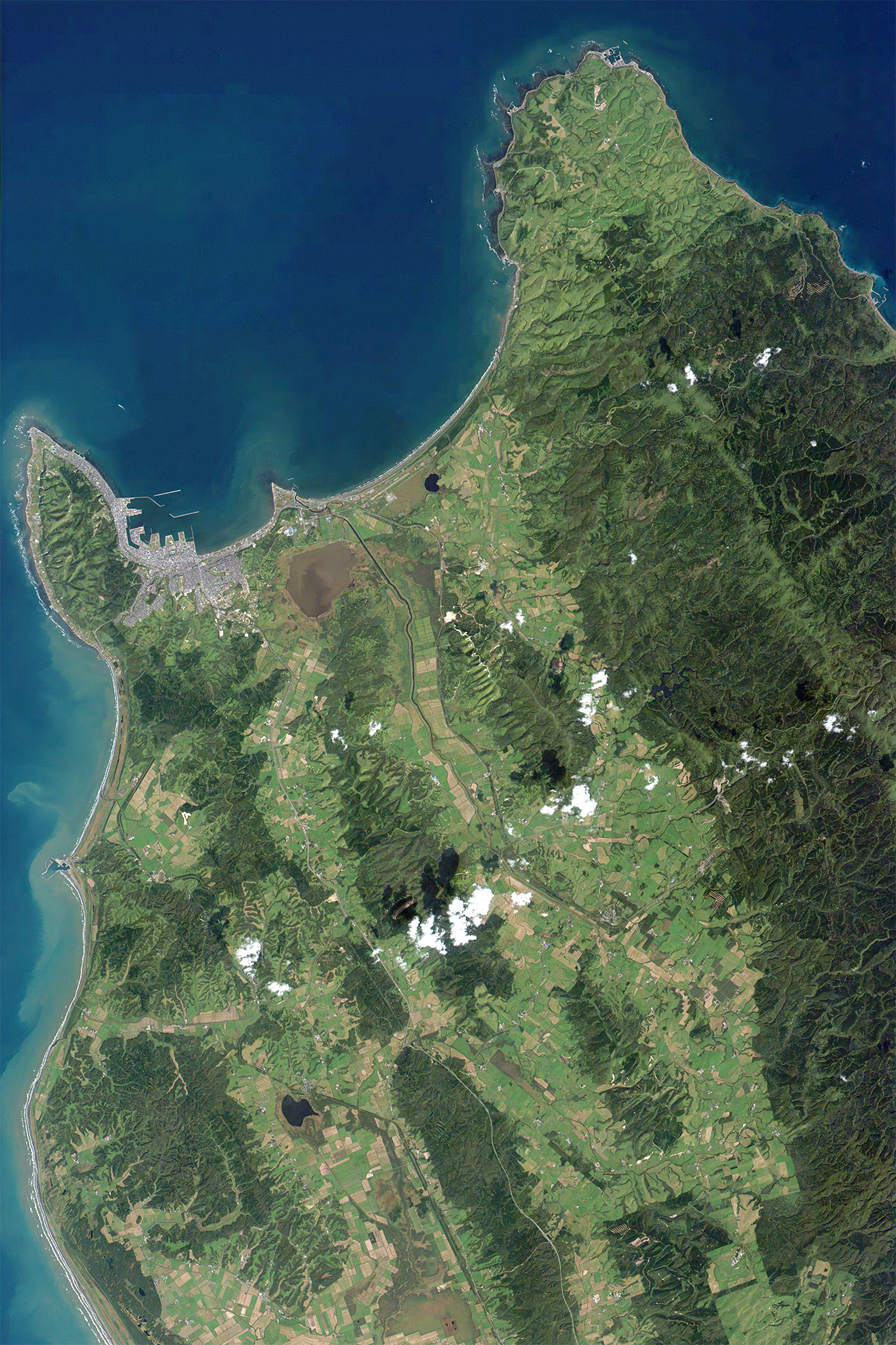
Cape Soya, Japan
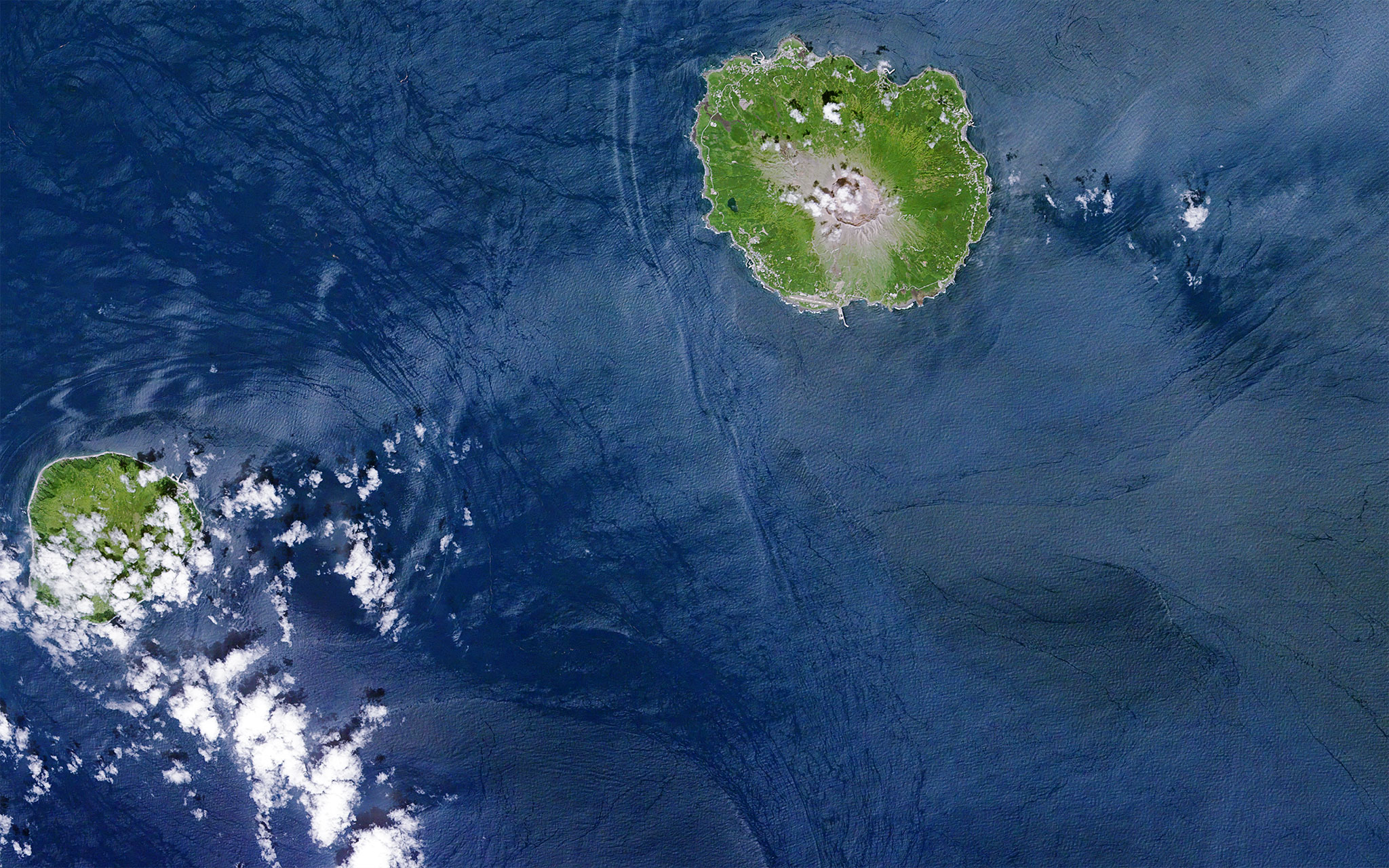
Miyake-Jima, Japan
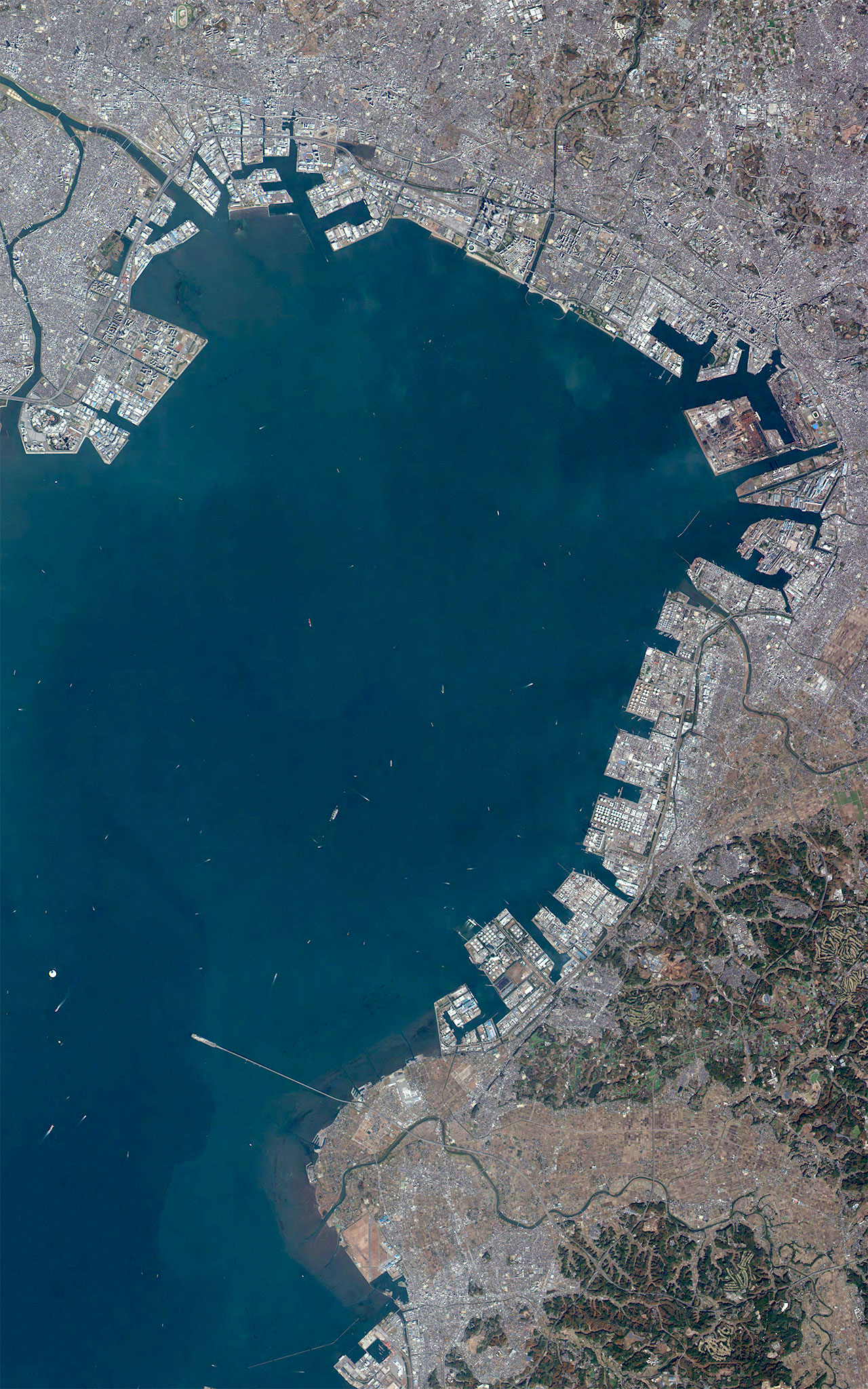
Chiba, Japan
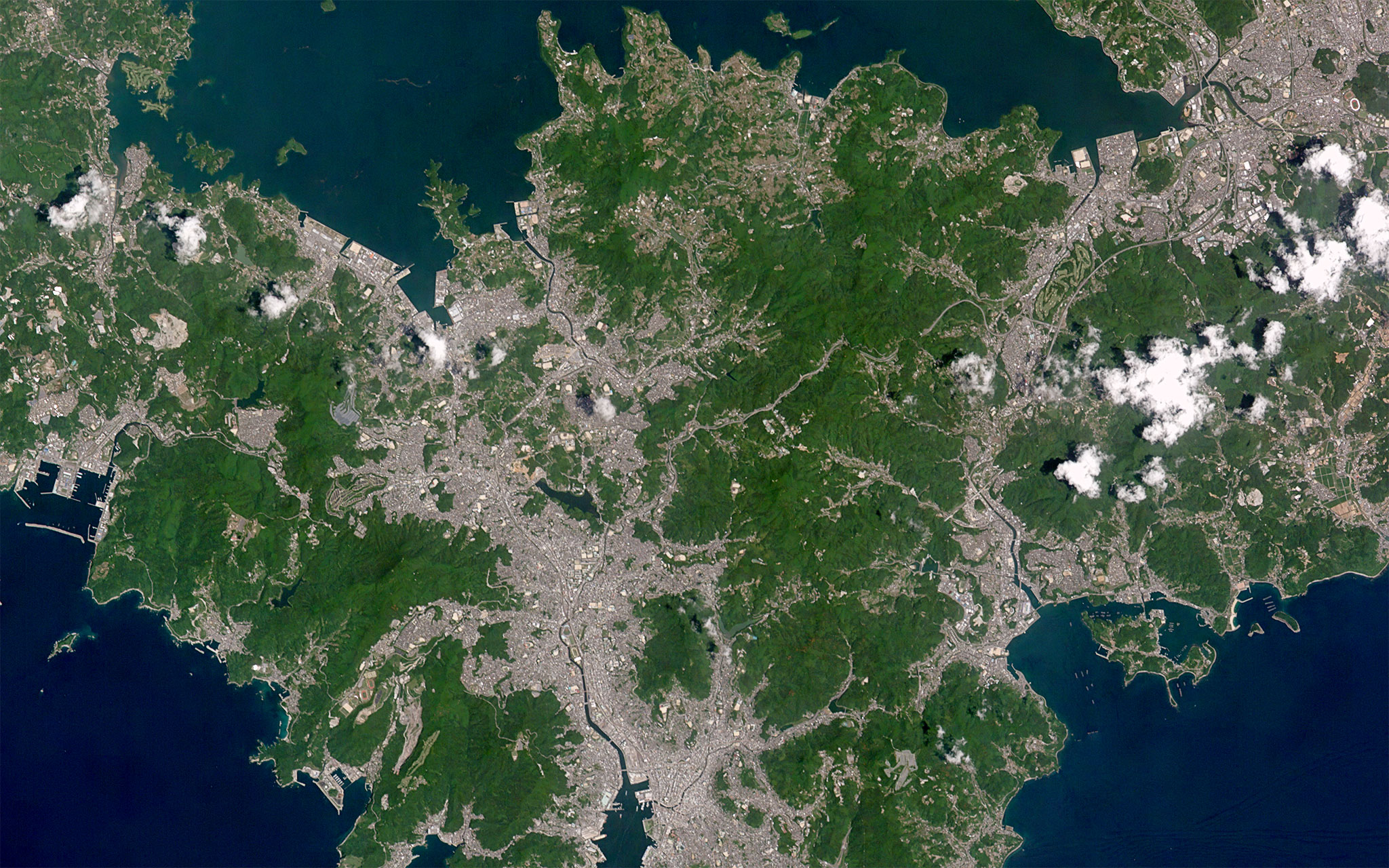
Nagasaki, Japan
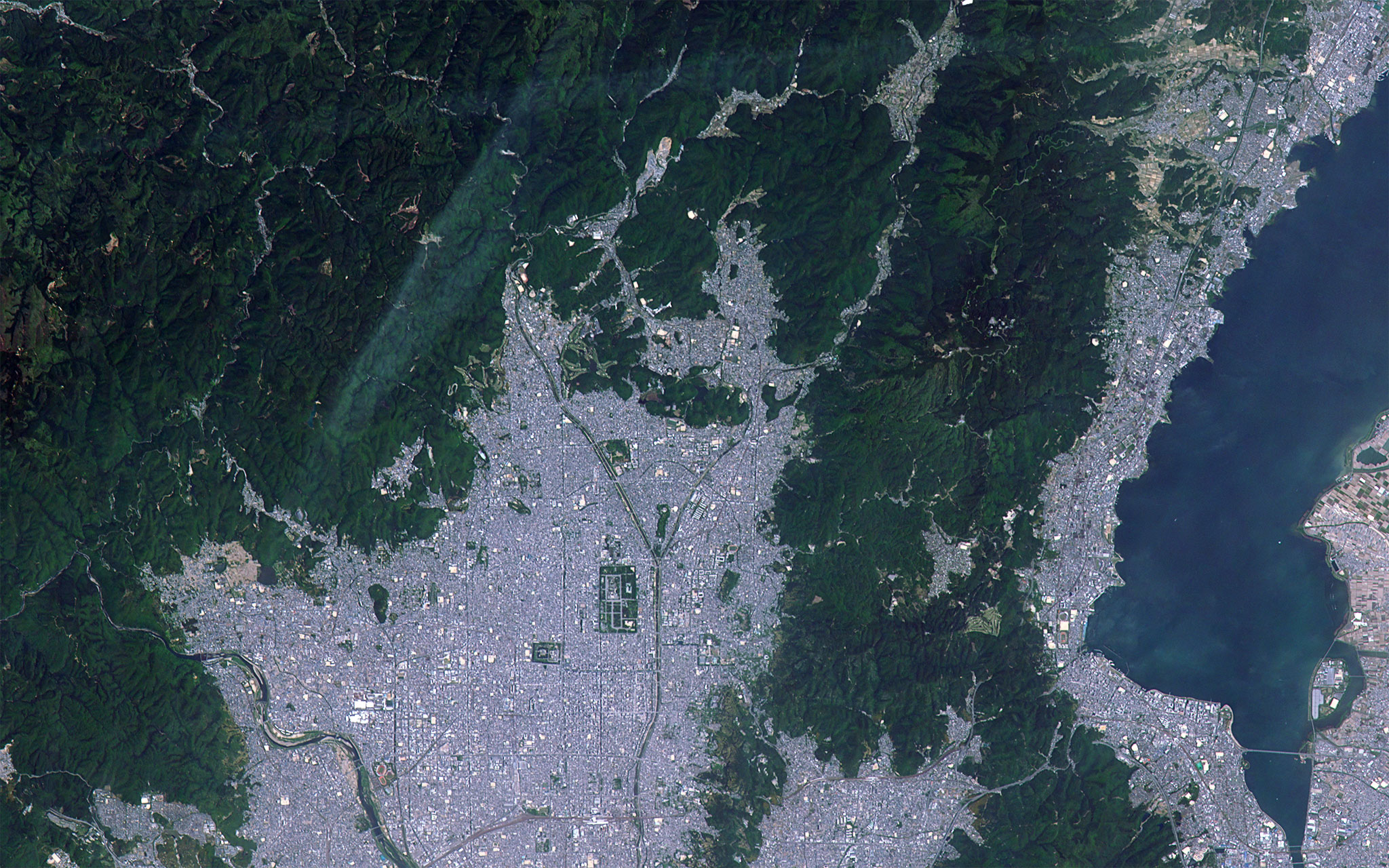
Kyoto, Japan
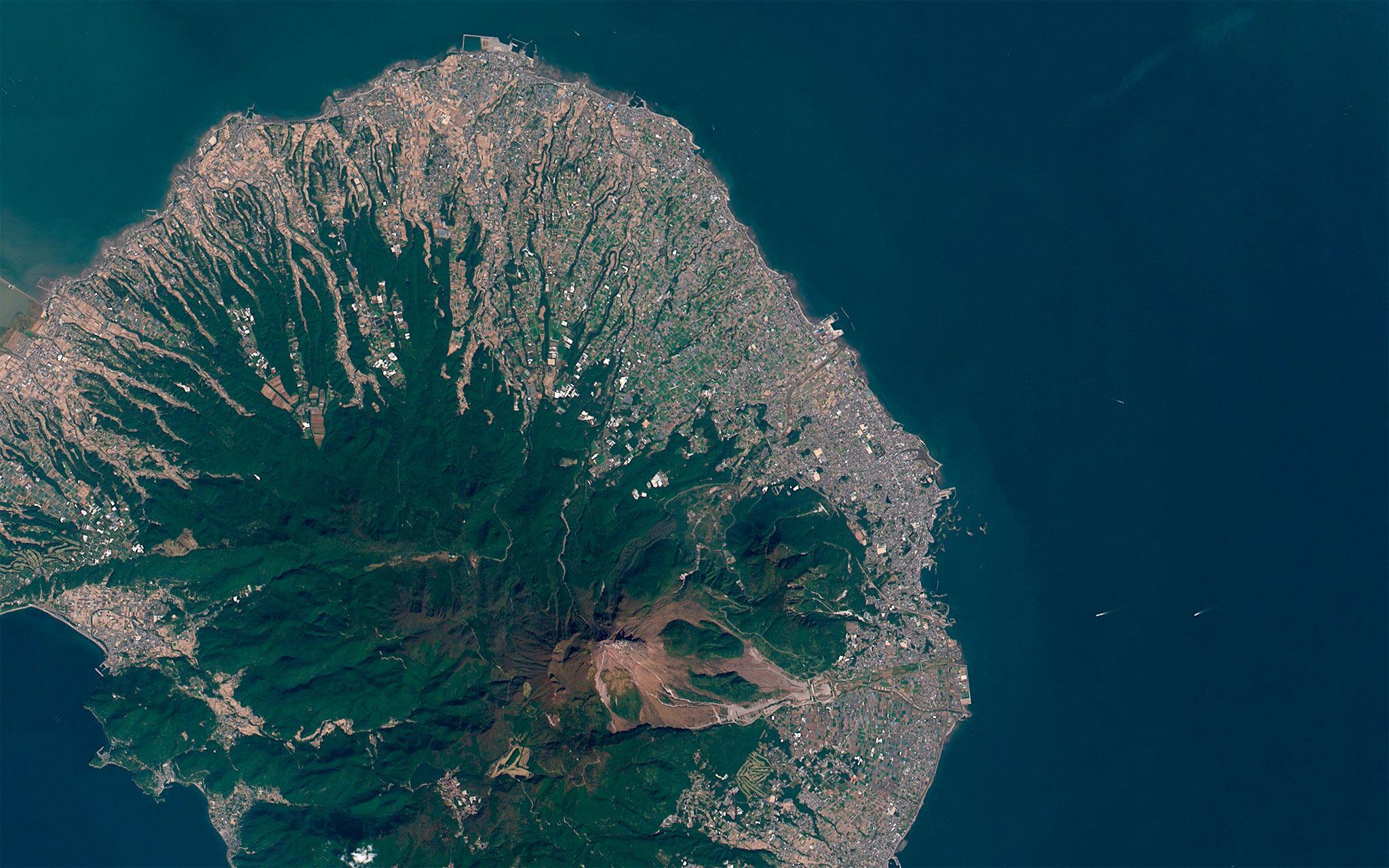
Shimabara_Peninsula, Japan
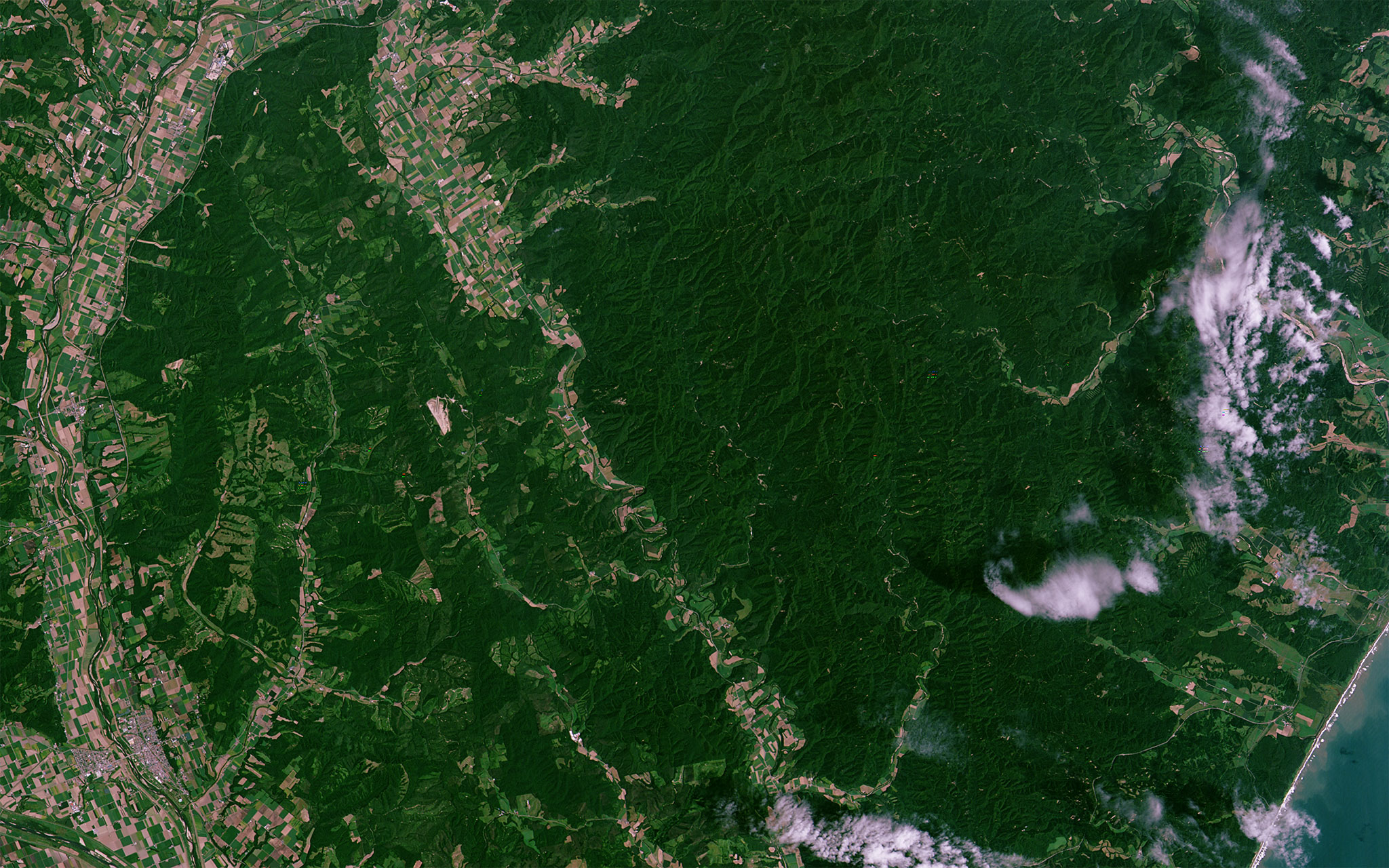
Urahoro, JAPAN
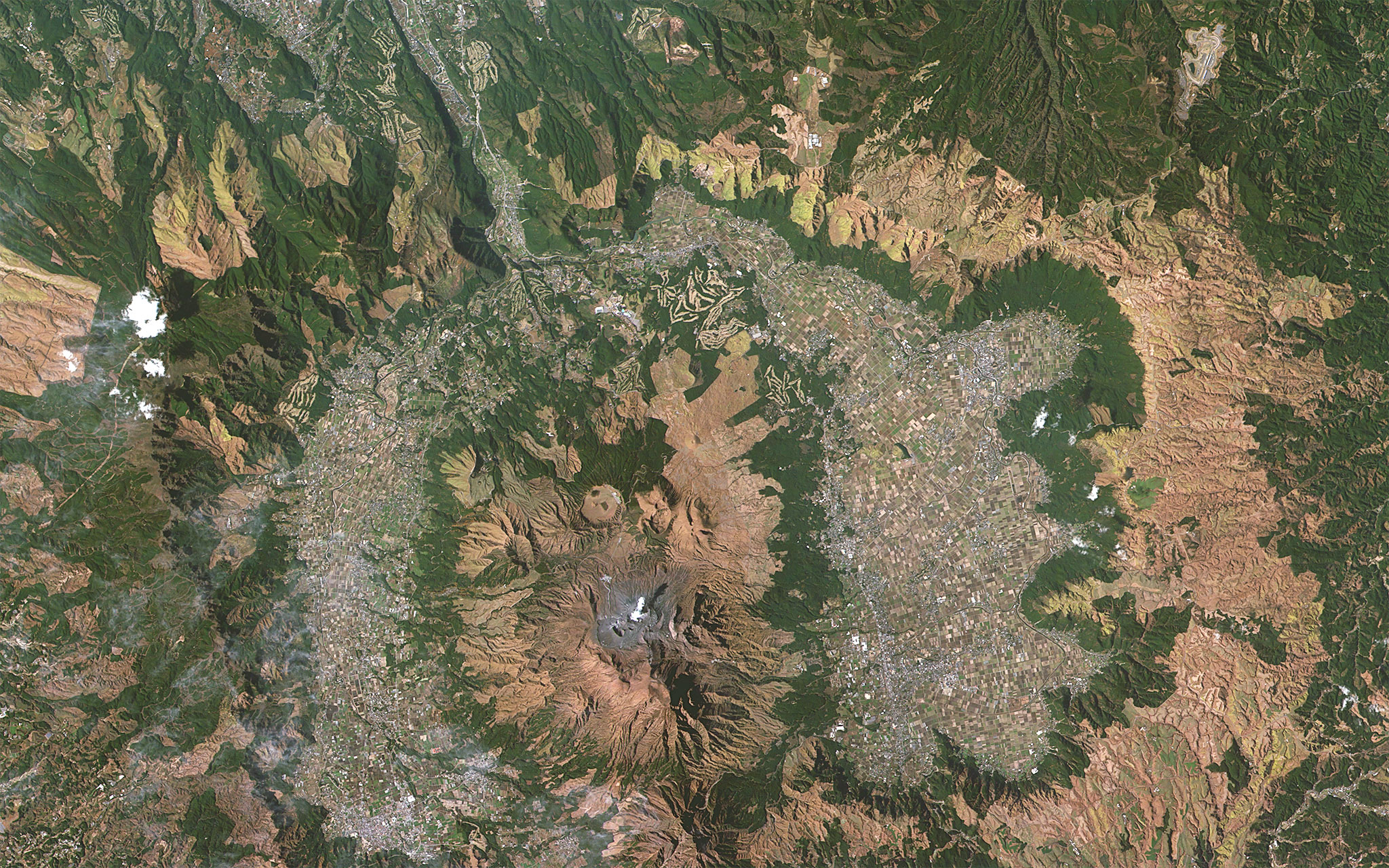
Mt._Aso, Japan
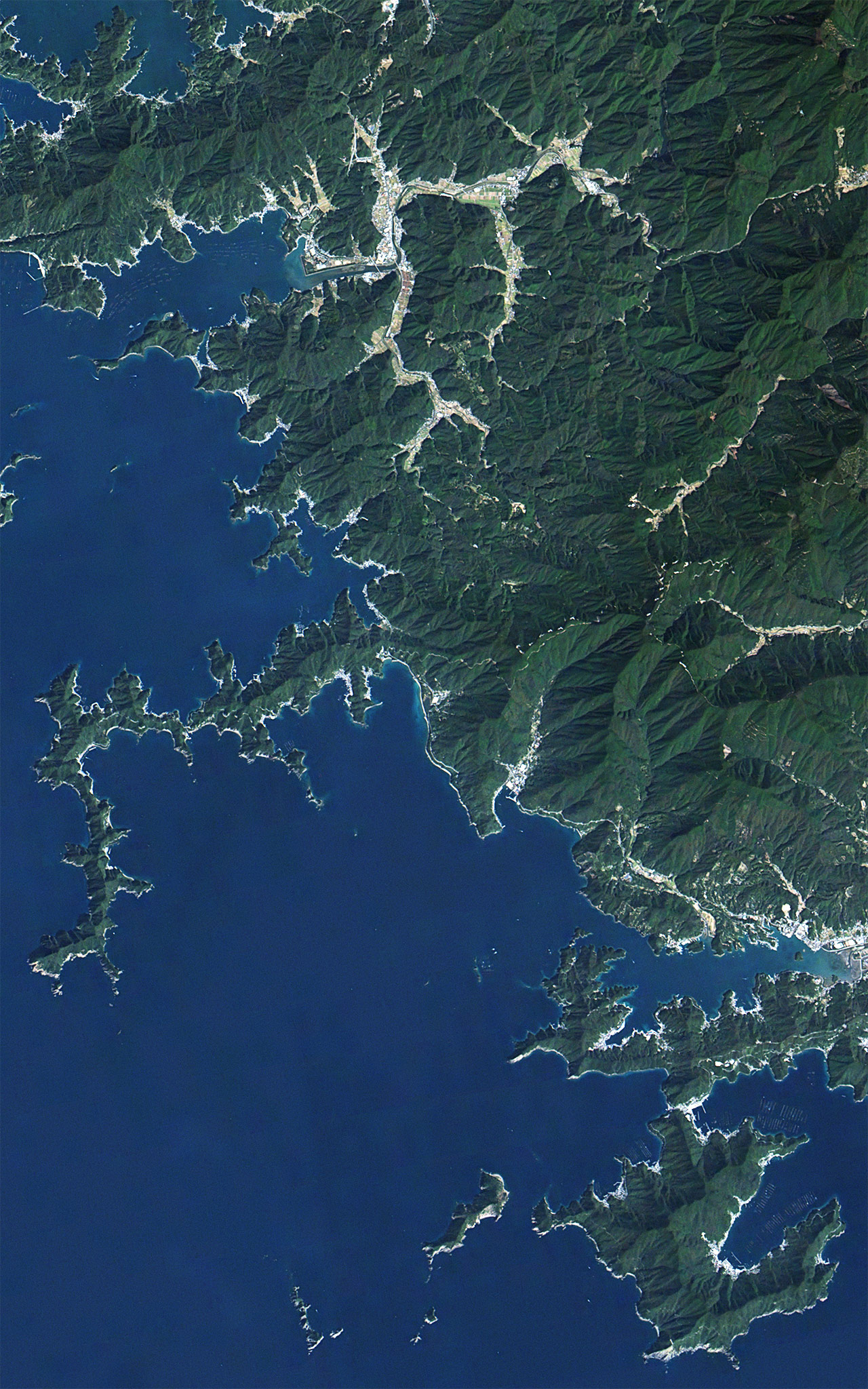
Ainan
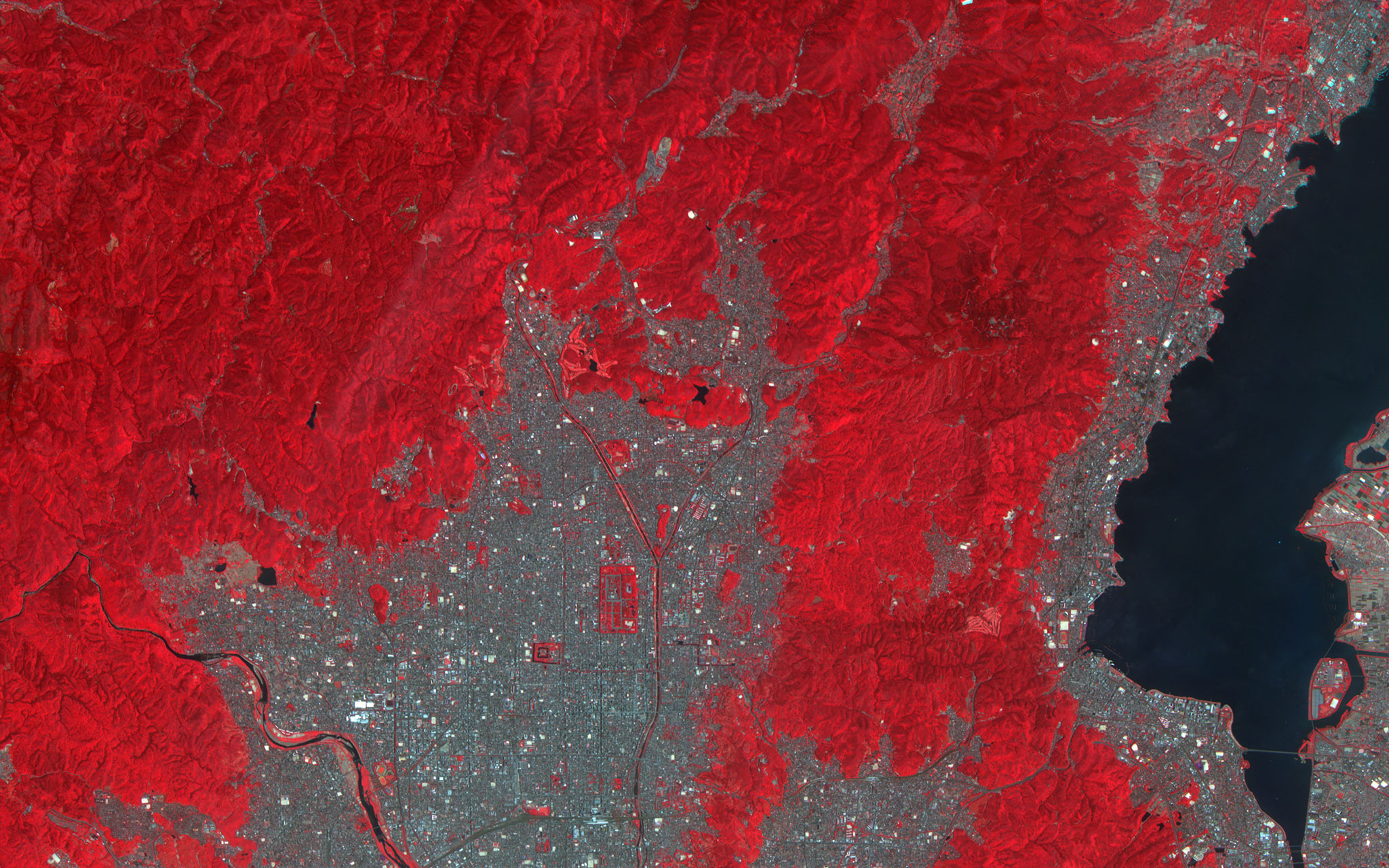
Kyoto
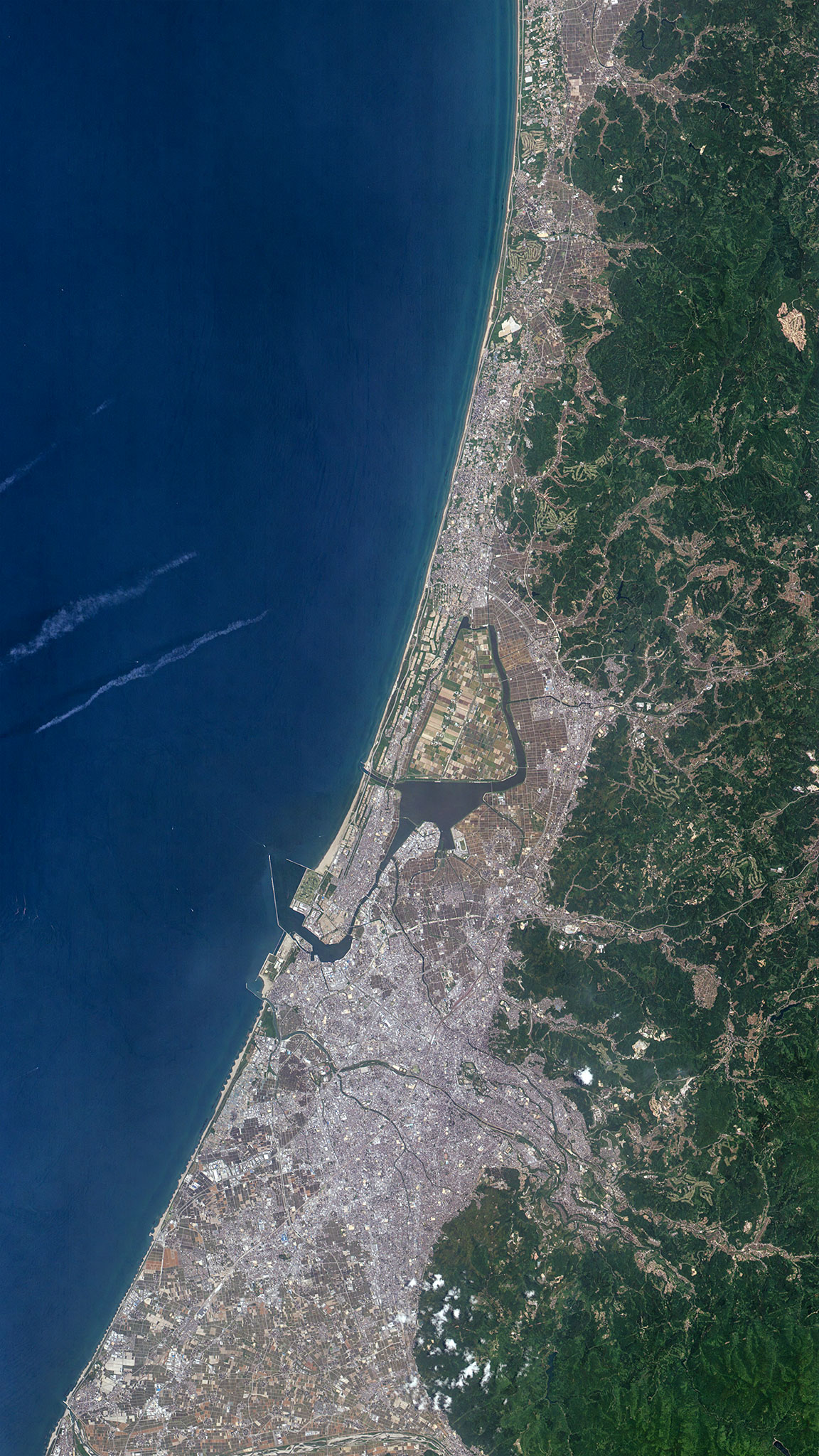
Kanazawa, Japan
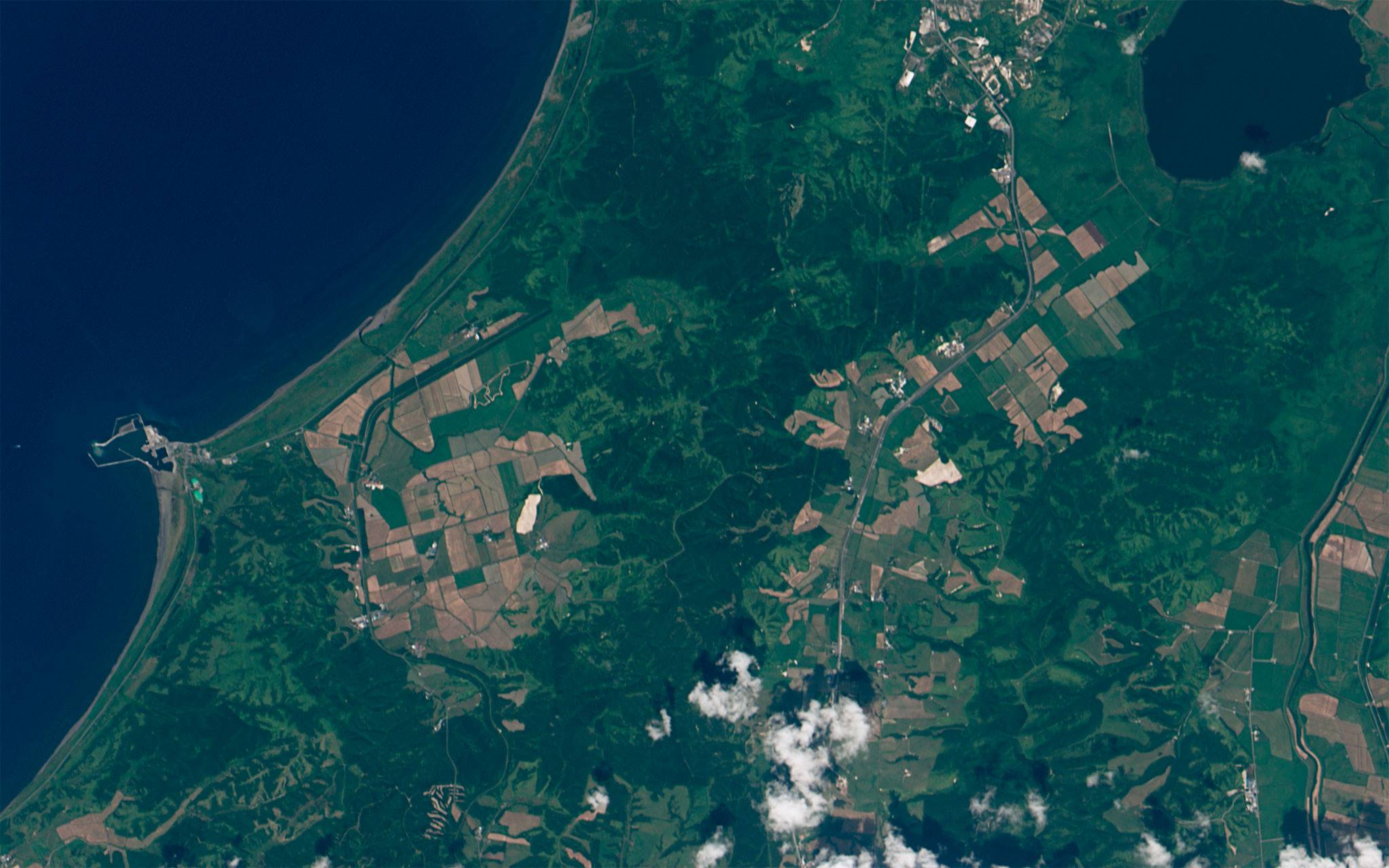
Bakkai, Wakkanai, Japan